# 長齒裂齒蘚
長齒裂齒蘚（学名：Schistidium trichodon）为紫萼蘚科裂齒蘚屬下的一个种。